# W-28
W-28 — тральщик Імперського флоту Японії, який взяв участь у Другій світовій війні.
Корабель, який належав до типу W-19, спорудили у 1943 році на верфі ВМФ у Куре.
По завершенні тренувань тральщик 8—21 серпня 1943-го пройшов з Японії до Рабаула — головної передової бази в архіпелазі Бісмарка, з якої провадились операції на Соломонових островах та сході Нової Гвінеї. Невдовзі після цього він узявся за рейси до острова Бугенвіль (західна частина Соломонового архіпелагу), куди вперше сходив 23—26 серпня, коли доправив 127 пасажирів на якірну стоянку Шортленд (прикрита групою невеликих островів Шортленд акваторія у південного узбережжя Бугенвілю, де зазвичай відстоювались кораблі та перевалювались вантажі перед відправкою далі на схід). Другий рейс на Шортленд відбувся з 28 серпня по 5 вересня, при цьому в обох напрямках W-28 ескортував транспорти. Ще один ескортний рейс відбувся 7—12 вересня.
19—24 вересня 1943-го W-28 виходив з Рабаула до Кавієнга (друга за значенням японська база у архіпелазі Бісмарка на північному завершенні острова Нова Ірландія), де здійснював тралення (рішення про це ухвалили після підриву транспорта «Сейкай-Мару»).
28 вересня 1943-го корабель знову пройшов у Кавієнг. 2 жовтня W-28 вийшов з цієї бази для зустрічі транспорту, проте не зміг виконати завдання через підрив на міні (ймовірно, загородження виставила ще в червні американська субмарина «Сілверсайдс»). Втім, тральщик зазнав лише пошкоджень і зміг повернутись у Кавієнг. 15 жовтня W-28 перейшов до Рабаулу, де протягом кількох тижнів проходив відновлення за допомогою ремонтного судна «Ямабіко-Мару». 11 листопада тральщик полишив Рабаул і рушив до Японії, куди прибув 4 грудня (є відомості, що під час цього переходу він ескортував конвой із двох транспортів на ділянці між атолом Трук і метрополією). З 28 грудня 1943 по 5 квітня 1944 W-28 проходив доковий ремонт у Йокогамі.
15—23 квітня 1944-го тральник узяв участь у супроводі з Йокосуки до Сайпану конвою «Хігасі-Мацу № 6» (складова частина операції «Хігасі-Мацу», спрямованої на підсилення гарнізонів Мікронезії напередодні очікуваного наступу союзників), а 29 квітня — 9 травня здійснив рейс до атола Вулеаї (західна частина Каролінських островів) та назад. 25—28 травня W-28 ескортував конвой з Сайпану до острова Яп (так само західні Каролінські острови), після чого рушив до нового місця служби у Південно-Східній Азії.
На початку червня 1944-го W-28 прибув на Філіппіни, після чого майже два місяці здійснював ескортування конвоїв, які ходили між Манілою, островом Хальмахера (Молуккський архіпелаг на сході Індонезії) та Давао (порт на південному узбережжі острова Мінданао). Зокрема, 3 – 13 червня він супроводив конвой H-28, а 21 червня виходив з Маніли для супроводу на завершальній ділянці конвою M-23/M-24.
25—27 липня 1944-го тральщик брав участь у супроводі на першій ділянці маршруту конвою MAMO-01, який прямував з Маніли до Японії. У Такао (наразі Гаосюн на Тайвані) W-28 відокремився і 29 липня приєднався до ескорту конвою MI-11, пунктом призначення якого був Мірі (центр нафтовидобутку на північно-західному узбережжі Борнео). 31 липня в Лусонській протоці конвой атакували американські підводні човни, яким вдалось потопити 4 та пошкодити 2 транспорти (загинуло близько 4 тисяч японських військовослужбовців). На останній ділянці маршруту W-28 відокремився від MI-11 та 10 серпня прибув до Маніли (конвой досягнув Мірі 12 серпня).
15 серпня 1944-го W-28 повів з Маніли на південь конвой H-33, який 24 серпня досягнув острова Голо у архіпелазі Сулу. 27 серпня конвой, що тепер складався із одного транспорту під охороною чотирьох ескортних кораблів рушив у наступний перехід до Менадо (північно-східний півострів острова Целебес). За дві години по опівночі 29 серпня підводний човен «Джек» атакував конвой та потопив один з транспортів, разом з яким загинуло понад вісім сотень військовослужбовців (хоча понад три тисячі змогли врятуватись). За півтори години по цьому субмарина дала ще один залп по конвою, при цьому 3 з 9 торпед влучили у W-28. Тральщик затонув, загинула майже вся команда, за винятком трьох моряків.